# Ala I Pannoniorum Sabiniana

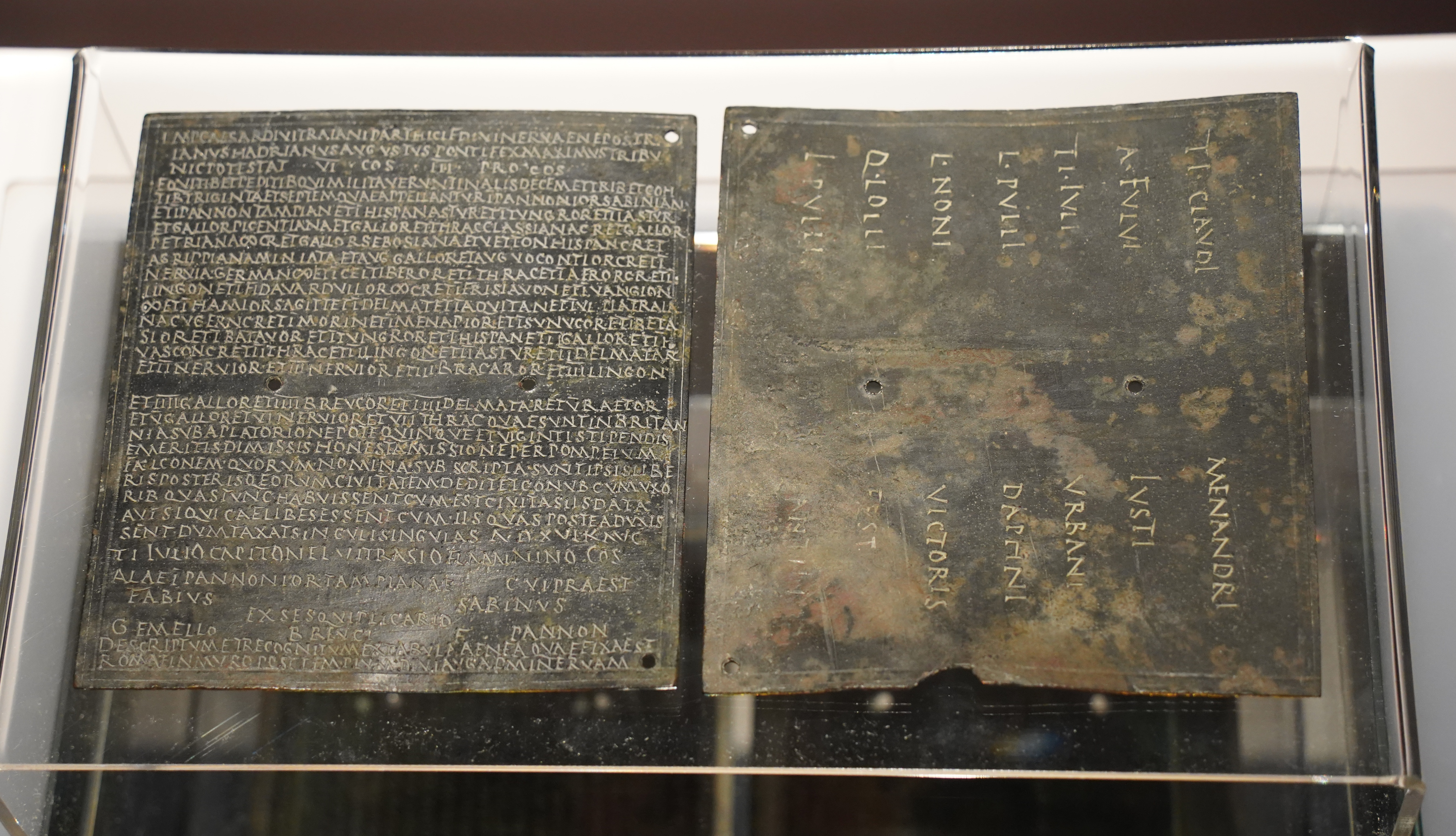
Das Militärdiplom des Jahres 122

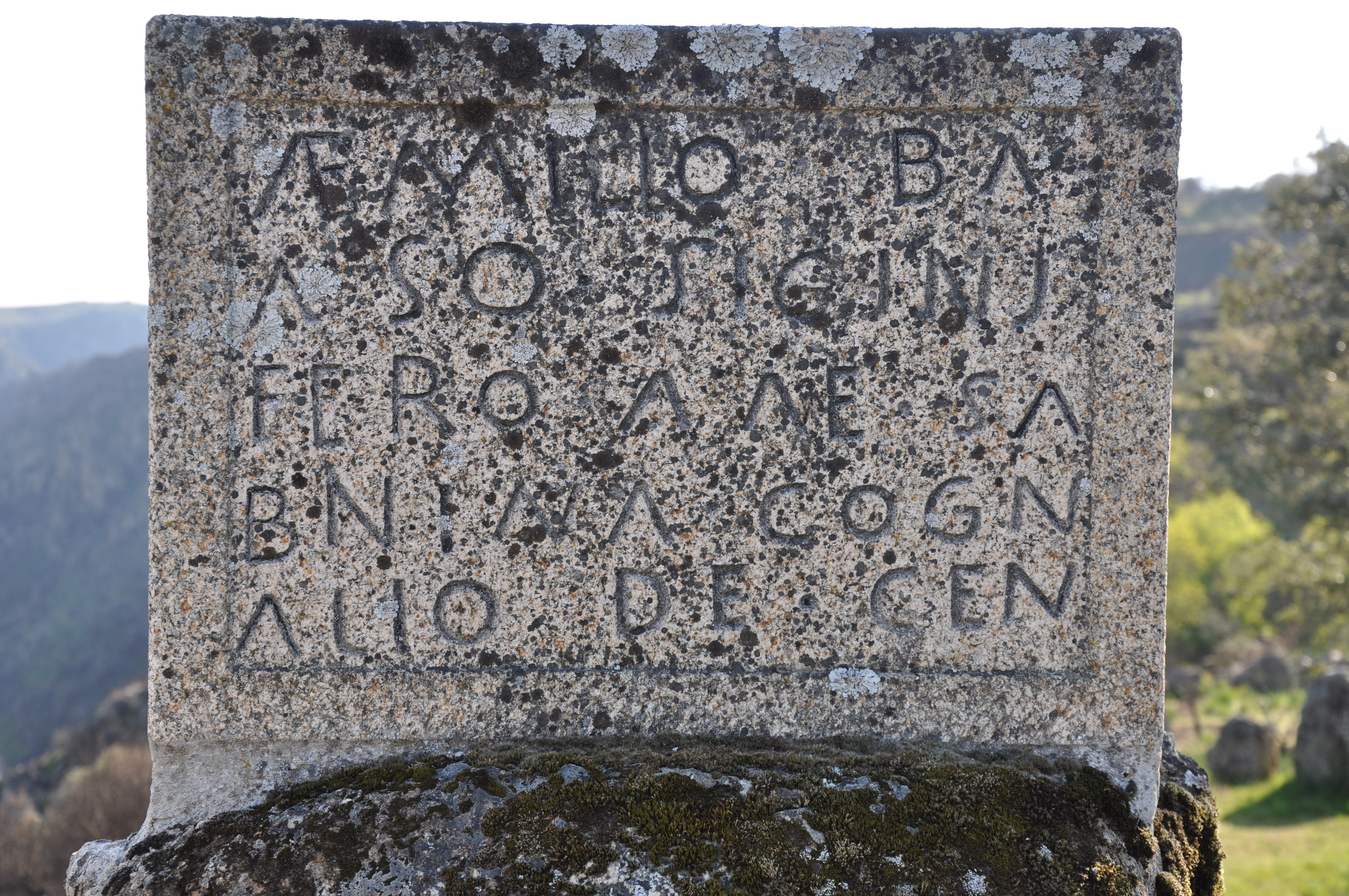
Die Inschrift des Aemilius Balaesus

Die Ala I Pannoniorum Sabiniana (deutsch 1. Ala der Pannonier des Sabinianus (?)) war eine römische Auxiliareinheit. Sie ist durch Militärdiplome und Inschriften belegt. In zwei Inschriften sowie in der Notitia dignitatum wird sie als Ala Sabiniana bezeichnet.

## Namensbestandteile
- Ala: Die Ala war eine Reitereinheit der Auxiliartruppen in der römischen Armee.

- I: Die römische Zahl steht für die Ordnungszahl die erste (lateinisch prima). Daher wird der Name dieser Militäreinheit als Ala prima .. ausgesprochen.

- Pannoniorum: der Pannonier. Die Soldaten der Ala wurden bei Aufstellung der Einheit aus den verschiedenen Stämmen der Pannonier auf dem Gebiet der römischen Provinz Pannonia rekrutiert.

- Sabiniana: des Sabinianus(?). Dieser Beinamen ließ vielfach die Überlegungen aufkommen, dass der erste Befehlshaber der Truppe den Namen „Sabinianus“ trug. Aus dem pannonischen Savaria (Szombathely) ist eine Inschrift bekannt, die den Präfekten Titus Cnoris Sabinianus nennt, der dort eine Lanzenreitereinheit kommandierte. Vielleicht handelt es sich dabei um jenen Offizier, der auch die Reitertruppe von Halton Chesters führte. Eine in der deutschen Forschung bereits durch den Althistoriker Konrad Kraft (1920–1970) im Jahre 1951 widerlegte Behauptung des Franzosen Louis Le Roux aus dem Jahr 1911, der genannte Kommandeur wäre T. Pontius Sabinus aus der Regierungszeit des Kaisers Hadrian (117–138) gewesen, hält sich jedoch teils bis heute.[2] Laut John E. H. Spaul (1926–2018) wurde die Ala nach Caius Nymphidius Sabinus benannt. Dieser Sabinus wurde 65 n. Chr. während der Regierungszeit des Kaiser Nero (54–68) als Prätorianerpräfekt in Rom genannt und mit einer dem Kaiser Hadrian gewidmeten Stifterinschrift aus der Pannonia superior in Verbindung gebracht.[3]

Da es keine Hinweise auf den Namenszusatz milliaria (1000 Mann) gibt, war die Einheit eine Ala quingenaria. Die Sollstärke der Ala lag bei 480 Mann, bestehend aus 16 Turmae mit jeweils 30 Reitern.

## Geschichte
Die Ala war in der Provinz Britannia stationiert. Sie ist auf Militärdiplomen für die Jahre 98 bis 178 n. Chr. aufgeführt.
Die Einheit wurde vermutlich während der Regierungszeit von Tiberius aufgestellt. Der erste Nachweis in Britannia beruht auf einem Diplom, das auf 98 datiert ist. In dem Diplom wird die Ala als Teil der Truppen (siehe Römische Streitkräfte in Britannia) aufgeführt, die in der Provinz stationiert waren. Weitere Diplome, die auf 122 bis 178 datiert sind, belegen die Einheit in derselben Provinz.
Letztmals erwähnt wird die Einheit in der Notitia dignitatum mit der Bezeichnung Ala Sabiniana für den Standort Hunnum. Sie war unter der Leitung eines Präfekten Teil der Truppen, die dem Oberkommando des Dux Britanniarum unterstanden.

## Standorte
Standorte der Ala in Britannia waren möglicherweise:
- Arbeia (South Shields): Inschriften[8] wurden hier gefunden.
- Onnum (Halton Chesters): eine Inschrift[9] wurde hier gefunden. Darüber hinaus wird die Einheit in der Notitia dignitatum für diesen Standort aufgeführt.

Weitere Inschriften wurden noch an anderen Orten in Britannien gefunden.

## Angehörige der Ala
Folgende Angehörige der Ala sind bekannt:

### Kommandeure
| - [?], ein Präfekt (AE 1992, 1794); er war auch Präfekt der Ala I Scubulorum. - [] Pallas: er wird auf dem Diplom von 98 als Kommandeur der Ala genannt. | - C(aius) Nymphidius Sabinus, ein Präfekt (CIL 3, 4269) |

### Sonstige
| - [?]: das Diplom von 98 wurde für ihn ausgestellt. - Aemilius Balaesus, ein Signifer (EE-08-02, 00128) | - [C]ornelius [C]ornelianus, ein Reiter (CIL 6, 3249) - [M]essorius Magnus, ein Duplicarius (RIB 1433) |

## Weitere Alae mit der BezeichnungAla I Pannoniorum
Es gab noch drei weitere Alae mit dieser Bezeichnung, siehe Ala I Pannoniorum.